# Tübinger Hausbuch

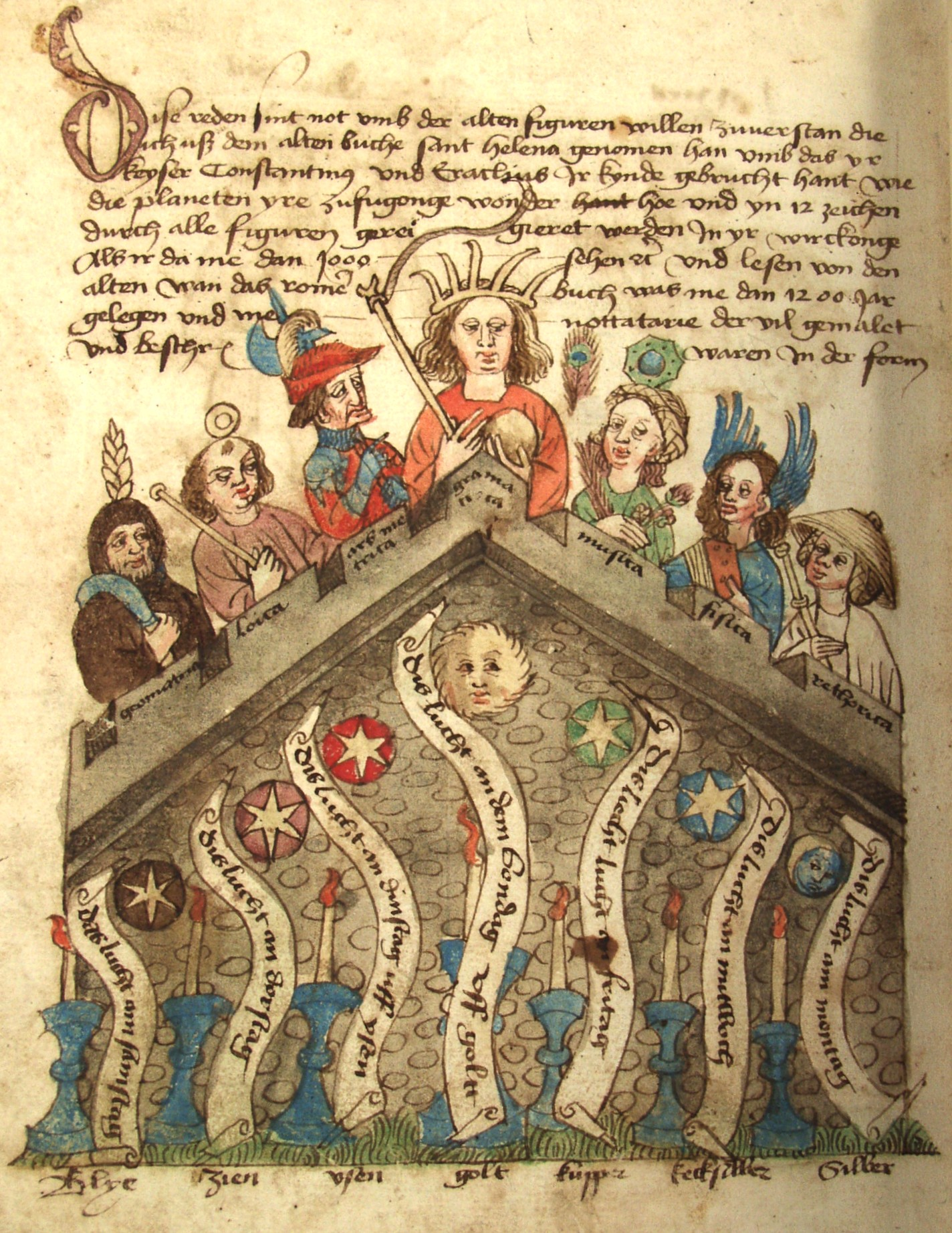
Tübinger Hausbuch: Die Sieben Freien Künste. Von links nach rechts: Geometrie, Logik, Arithmetik, Grammatik (in der Mitte), Musik, Physik (anstatt der Astronomie), Rhetorik.

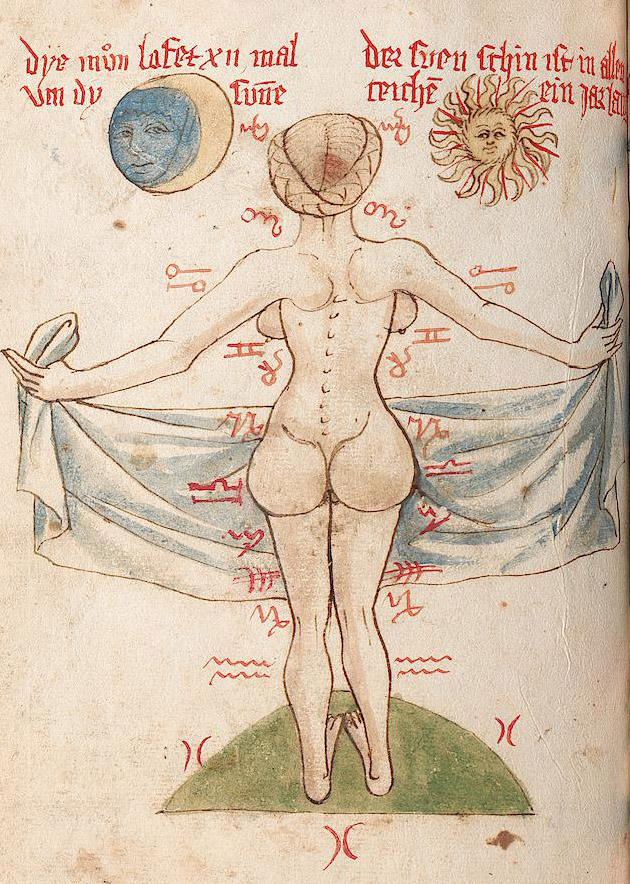
Tübinger Hausbuch

Das Tübinger Hausbuch ist eine deutschsprachige Handschrift mit zahlreichen kolorierten Federzeichnungen aus dem Spätmittelalter im Besitz der Universitätsbibliothek Tübingen (Signatur: Md 2).
Es ist ein Iatromathematisches Kalenderbuch, d. h. eine medizinisch-astrologische Schrift. Es entstand um die Mitte des 15. Jahrhunderts vermutlich im Raum Ulm/Urach und gelangte 1752 aus dem Nachlass von Johann Jakob Schmid, dem Stadtpfarrer in Ebingen, in den Besitz der Universitätsbibliothek. Der Einband wurde in der Kartause Güterstein angefertigt. Es wurde vor einigen Jahren restauriert.
Der Inhalt dieser Handschrift ist überaus vielfältig: Auf ein Kalendarium mit verschiedenen Aderlassregeln und Tabellen für astronomisch-astrologische Berechnungen folgt eine Abhandlung über die Tierkreiszeichen und die Tierkreiszeichenkinder mit Prognosen zu Eigenschaften und Schicksalen der unter dem jeweiligen Tierkreis geborenen Menschen. Es folgen umfangreiche Wahrsagelehren (Geomantie bzw. Losbücher) sowie Traktate zur Astronomie und zur mittelalterlichen Planetenlehre.